# Монополистична конкуренция
Монополистична конкуренция е пазарна структура, която има:
- неограничен брой продавачи и купувачи;
- няма бариери за навлизане на нови фирми;
- съществува диференциация на продукта (по количествен признак: един продукт се продава в различни грамажи; по качествен признак: един продукт с различни характеристики).

Целта на фирмата е да привлече свой собствен контингент от клиенти; така те увеличават потреблението когато цената спада.
В дългосрочен период навлизат нови фирми, предлагат нови продукти, цените спадат, линията d се измества надолу и наляво, MR се мести в същата посока, отделната фирма натоварва производствените си мощности до такъв обем, че средните разходи не са минимални [необходимо е уточнение]. Съответно цената също не е минимална, което е неблагоприятно за потребителите.